# Петер Станте
Петер Станте — Скала (Цеље, 4. мај 1914 — Чрна, код Камника, 30. април 1980),  учесник Народноослободилачке борбе, генерал-потпуковник ЈНА и народни херој Југославије.

## Биографија
Рођен је 4. маја 1914. године у Цељу. Потицао је из радничке породице, а са четрнаест година се запослио у Вестеновој фабрици емајлираног посуђа у родном месту. Године 1931. укључио се у синдикални покрет, а следеће године у Радничко културно-просветно друштво „Свобода“. Као млад радник је учествовао у организовању штрајкова и других акција, па је фебруара 1933. примљен у чланство тада илегалне Комунистичке партије Југославије (КПЈ). Године 1934. је постао раднички повереник, а због организовања штрајка је 4. маја исте године био ухапшен и осуђен на два месеца затвора. После изласка из затвора, наставио је са политичким радом и средином септембра је учествовао на Покрајинској конференцији КПЈ за Словенију у Медводама, на којој је прихваћено начело да комунисти морају деловати у масама.
У новембру 1934. је био поново ухапшен и, због револуционарне делатности, изведен пред Државни суд за заштиту државе у Београду, који га је осудио на две године затвора, које је издржао у затвору у Сремској Митровици. После повратка у Цеље, 1936. године, дуго није могао пронаћи запослење. Од 16. марта 1937. до 15. септембра 1938. године служио је војни рок у Пожаревцу, где је међу војницима формирао илегалну партијску организацију и повезао је с тамошњим комунистима. Кад се вратио у Цеље, опет је неколико месеци био без посла, а крајем 1939. се запослио у цинкарни, али се, већ у фебруару 1940, по налогу Комунистичке партије Словеније повукао у илегалност и тако избегао хапшење и одлазак у интернацију у логор у Билећи. Полиција је успела да га ухапси у марту исте године и задржи га у притвору у Цељу око годину дана, када је непосредно пред избијање Априлског рата био пуштен. Поново је живео илегално и деловао као члан Окружног комитета КПС за Цеље.

### Народноослободилачка борба
Приликом напада Сила осовине на Југославију, априла 1941. године, по налогу КП Словеније је са групом добровољаца отишао до Севнице, а после капитулације Југословенске војске се вратио у Цеље, где је у Окружном комитету био одговоран за скупљање оружја и муниције и припремање оружаног отпора. У лето 1941. године је отишао у партизане и учествовао у формирању Цељске партизанске чете, и крајем јула постао њен командир.
Под његовом командом, Цељска партизанска чета је извела више диверзантских акција, а Немци су непрестано трагали за њом и на крају им је успело да разбију чету. У јесен 1941. године, Петер је као заменик команданта, учествовао у походу Првог штајерског батаљона на Бизељско, како би спречили Немце да исељавају тамошње словеначко становништво. Био је један од организатора Друге групе одреда, у којој је био заменик команданта. Учествовао је у тешким борбама с против Немаца и Италијана, као и у пробијању Друге групе преко Горењске у Штајерску. Овде је постао командант Четврте оперативне зоне.
Од јула 1943. до марта 1944. године био је секретар Покрајинског комитета КПС за Северну Словенију. Потом је био заменик команданта 18. словеначке дивизије и с њом учествовао у борбама за ослобођење Жужемберка, Мирне Печи, Требња и др. Јуна 1944. године је одлуком Главног штаба НОВ и ПО Словеније премештен за заменика команданта Деветог словеначког корпуса. Овај корпус се налазио у Словеначком приморју, где је учествовао у борбама у Башкој грапи, на Чрном врху и Штањелу.
Децембру 1944. године, Главни штаб Словеније га је поново послао у Штајерску за команданта Четврте оперативне зоне, где је успешно руководио партизанским јединицама у време тромесечне непријатељске офанзиве. Априла 1945. године, јединице Четврте оперативне зоне, под његовом командом, су прешле у офанзиву и ослободиле Корушку, чиме је било пресечено одступање немачким и квислиншким снагама. Овиме је дата велика тактичка помоћ јединицама Треће армије ЈА у опкољавању и заробљавању главнине немачких и квислиншких јединица које су се повлачиле, као и заробљавању немачког команданта за југоисточну Европу, генерала Александера Лера.

### Послератни период
Након ослобођења Југославије, Петер је послат у Совјетски Савез, где је од 1945. до 1947. године боравио на школовању на Војној академији „Фрунзе”. Након повратка у земљу, завршио је Вишу војну академију ЈНА. До пензионисања 1962. године, вршио је разне одговорне дужности у Југословенској народној армији (ЈНА) и Државном секретаријату за народну одбрану (ДСНО). Између осталог је био начелник Штаба Четврте армије, а потом и њен командант. Имао је чин генерал-потпуковника ЈНА.
Године 1951. Станте је по савету Коче Поповића, тадашњег Начелника Генералштаба Југословенске армије, био задужен да анимира генерала Џозефа Лотона Колинса, Начелника Генералштаба Армије САД, који је био у званичној посети ФНРЈ. Станте је „задатак” више него успешно извршио, што се маршалу Титу није допало. Тито, рукујући се са највишим словеначким руководиоцима који су били постројени њему у част, није Стантеу пружио руку, на шта је Станте демонстративно напустио строј, директно се обративши Титу речима: „Ово си, Валтер, учинио сада и нећеш никада више!”
Од 1943. до 1953. године је био члан Главног одбора Освободилне фронте Словеније, односно члан Социјалистичког савеза радног народа Словеније (ССРНС). На Другом конгресу КП Словеније, 1948. године је био изабран за члана Централног комитета КП Словеније. Био је биран за народног посланика Народне скупштине НР Словеније и Савезне народне скупштине.
Погинуо је 30. априла 1980. године у саобраћајној незгоди у близини места Чрна, код Камника. Сахрањен је у Љубљани.
Носилац је Партизанске споменице 1941. и других југословенских одликовања, међу којима су — Орден ратне заставе, Орден партизанске звезде првог реда, Орден заслуга за народ првог реда, Ордена братства и јединства првог реда, Орден народне армије другог реда и Орден за храброст. Орденом народног хероја одликован је 15. јула 1952. године.

## Фото-галерија
- Душан Кведер, Франц Розман и Петер Станте
- Петер Станте током рата
- Душан Кведер, Франц Розман и Петер Станте
- Штаб Деветог словеначког корпуса
- Петер Станте пред постројеним борцима, 1945. године
- Петер Станте, 1962. године
- Орден народног хероја